# 克拉克山 (帕爾默地)
70°43′S 63°25′W / 70.717°S 63.417°W
克拉克山是南極洲的山峰，位於帕爾默地，處於埃蘭德山脈西南面9公里，全長7公里，在1974年由美國地質調查局繪入地圖，以生物學家命名。